# Kummelnäs varv
Ej att förväxla med Kummelnäs båtvarv

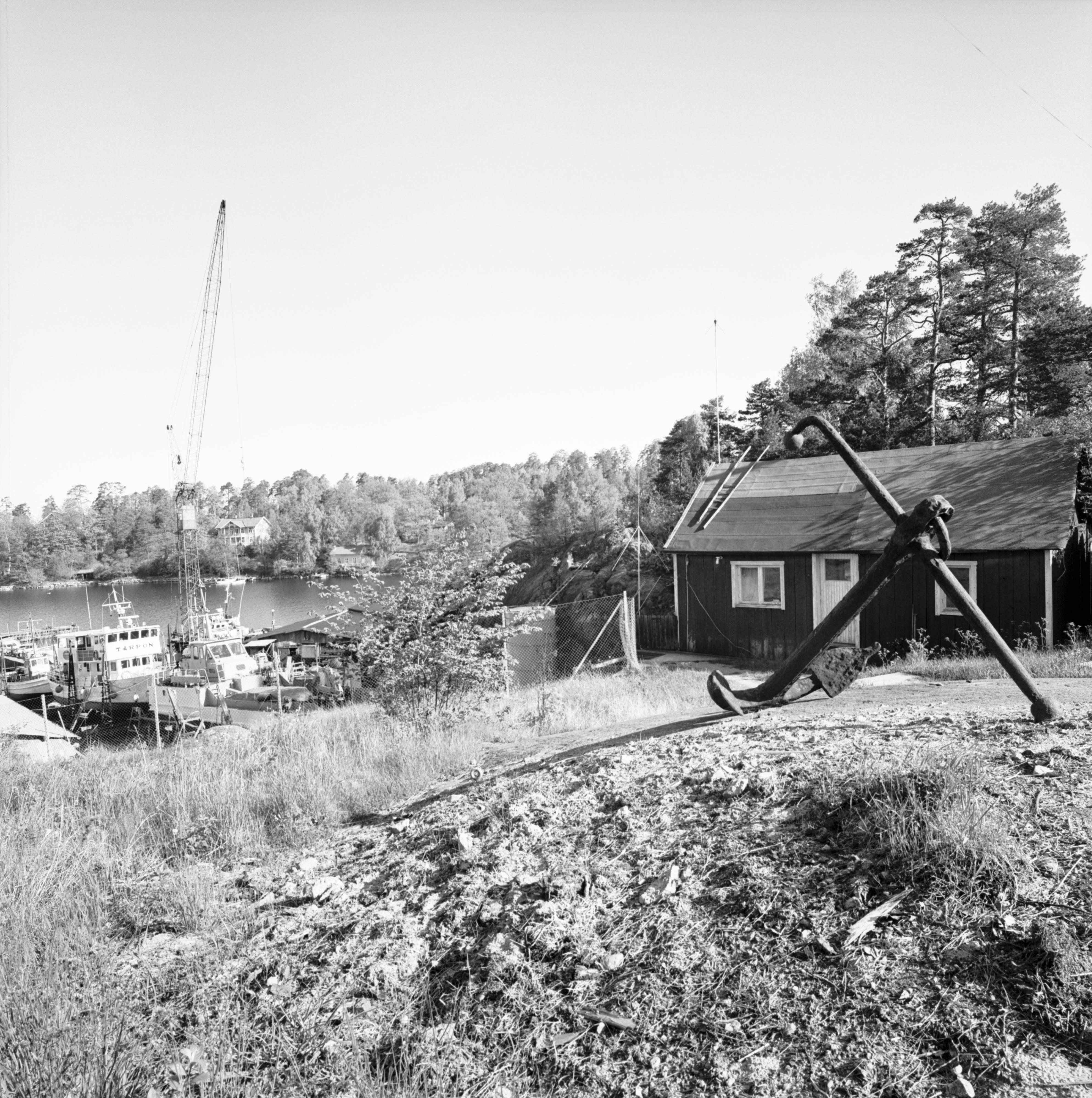
Ankare på land vid Kummelnäs varv, 1989

Kummelnäs Varv AB är ett familjeägt svenskt reparations- och underhållsvarv vid Kummelnäsviken i Saltsjö-Boo i Nacka kommun.
Kummelnäsvarvet anlades 1916-1918 av det för ändamålet bildade Stockholms Rederi och Skeppsvarv. Det byggdes en stapelbädd för fartyg upp till 300 ton 1918  och en slip för fartyg upp till 120 ton 1919. Varvet gick i konkurs samma år och blev därefter ett pråmvarv. 
År 1927 förvärvades varvet av Gunnar Medén som hyrde ut till Olaus Olssons Kolimport AB, som köpte det 1929 för underhåll av sina bogserbåtar och pråmar. Oljekonsumenternas förbund övertog varvet 1963, då det köpte Olaus Olssons Kolimport, och sålde det 1969 till två privatpersoner. Det utför idag reparationer och underhåll av båtar upp till 400 ton. 
År 2002 förvärvades Nacka Finmekaniska.